# Your Heart Belongs to Me
Your Heart Belongs to Me è un singolo del gruppo femminile statunitense The Supremes, pubblicato nel 1962. Il brano è stato scritto e prodotto da Smokey Robinson.

## Tracce
- 7"

1. Your Heart Belongs to Me
2. (He's) Seventeen

## Formazione
- Diana Ross - voce
- Florence Ballard, Mary Wilson, Barbara Martin - cori
- The Funk Brothers - gruppo